# Anthony Kennedy
Anthony McLeod Kennedy (Sacramento, 23 luglio 1936) è un giurista statunitense, Giudice associato della Corte Suprema degli Stati Uniti d'America dal 1988 al 2018, nominato dal Presidente Ronald Reagan.

## Biografia
Considerato l'ago della bilancia tra giudici conservatori e liberal alla Corte Suprema USA, il 27 giugno 2018 Kennedy annuncia l'intenzione di ritirarsi ufficialmente dalla carica il 31 luglio successivo, aprendo la strada alla seconda nomina a vita di un togato da parte del Presidente Trump.